# Asahel Peck

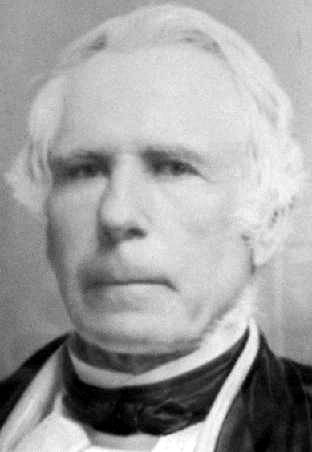
Asahel Peck.

Asahel Peck, född 6 februari 1803 i Royalston, Massachusetts, död 18 maj 1879 i Jericho, Vermont, var en amerikansk politiker och jurist. Han var guvernör i delstaten Vermont 1874–1876.
Peck studerade vid University of Vermont och åkte sedan till Québec för att studera franska. Därefter studerade han ännu juridik och inledde 1832 sin karriär som advokat i Montpelier, Vermont. Först var han med i Demokratiska partiet men bytte senare parti till Republikanska partiet.
Peck tjänstgjorde som domare i Vermonts högsta domstol 1860–1867. Han efterträdde 1874 Julius Converse som guvernör och efterträddes 1876 av Horace Fairbanks.
Peck avled 1879 och gravsattes på Hinesburg Village Cemetery i Chittenden County.